# Roger Toubeau
Roger Joseph Alexis Toubeau (né à Frameries en 1900 et y décédé en 1970) était un homme politique socialiste belge.
Directeur de l'imprimerie des coopératives de Mons-Borinage (Impricoop), il devint bourgmestre de Frameries à la Libération (1944). Il fut par la suite député au parlement belge (1954-1968) et membre de la première assemblée législative européenne.
L'arboretum de Frameries (parc de la cité Bosquétia) et une salle de la Maison du peuple de Frameries portent son nom,.